# کاتلین کراولی
کاتلین کراولی (انگلیسی: Kathleen Crowley; ۲۶ دسامبر ۱۹۲۹ – ۲۳ آوریل ۲۰۱۷) هنرپیشه اهل ایالات متحده آمریکا بود.
وی بازیگر فیلم‌هایی همچون بتمن، بونانزا، ویرجینیایی، چاپارل و امور خانوادگی بوده است.